# Quadricomoides pedunculata
Quadricomoides pedunculata is een rondwormensoort uit de familie van de Meyliidae. De wetenschappelijke naam van de soort is voor het eerst geldig gepubliceerd in 1976 door Decraemer.